# Parafia św. Mikołaja w Kruszynach
Parafia Świętego Mikołaja w Kruszynach – parafia rzymskokatolicka z siedzibą w Kruszynach, znajdująca się w diecezji toruńskiej, w dekanacie Jabłonowo Pomorskie.
Do parafii należą wierni z miejscowości: Kruszyny, Brudzawki i Zgniłobłoty.